# 新幹線ビルディング
株式会社新幹線ビルディング（しんかんせんビルディング）は、神奈川県小田原市の不動産会社。熱海市伊豆山土石流災害の原因を作った組織の一つとされる。

## 概要
静岡県熱海市伊豆山の別荘地開発を行っていた前身のジィーズ株式会社を解散後、1999年（平成11年）6月31日に神奈川県小田原市本町二丁目2番4号IBOビル（現・高万ビル）1階で創立。
2003年（平成15年）8月31日、小田原駅西口の小田原駅前分譲共同ビル（通称・新幹線ビル、小田原市城山1-4-1、1975年竣工）に本社を移転。
2021年（令和3年）2月1日、本社を旧小田原給食センター跡地に移転。同年7月3日、熱海市伊豆山土石流災害が発生。

### 同和団体との関係
歴代の社長は神奈川県の自民党の支持母体である同和団体「自由同和会」の神奈川県本部の幹部がつき、社長の天野二三男も自由同和会神奈川県本部会長を務めていた。同和ビジネス企業である。国の公認3同和団体と各都道府県ごとに公認団体が異なる。そのため、神奈川県では自由同和会と全日本同和会の部分が異なり、神奈川県公認は全日本同和会（旧自民系）、部落解放同盟（社会党・民主系）、人権連（共産系）で非公認同和団体にも関わらず、「公認3団体ではないから要望は難しい」といった場合、「同和団体に差をつける気か？うちも真面目に活動しているのに差別じゃないか!」と黙らせ、神奈川県から静岡県までビジネス範囲としていた。

### 熱海市の土石流災害
2001年頃から、静岡県熱海市伊豆山の社有地で、宅地分譲開発を始めた。
2007年（平成19年）、「建設残土の処分」を目的に、静岡県土採取等規制条例に基づき盛り土の工事を熱海市に届け出た。同年、台風4号が発生した際に、7月15日に同地内の水道施設に土砂が流入する被害が発生。これをめぐり、所有者として土砂や流木の除去をするよう熱海市から「お願い文書」が出されたが、これに対して当該社は「これは自然災害だから我々はやる気がない」旨回答し、何もしなかった。本件に関して、同年8月7日の市議会建設公営企業委員会において、その理由を問われたのに対し、当時の熱海市水道温泉課長は「新幹線ビルディングそのものが同和系列の会社でございまして、ちょっと普通の民間会社と違いますので、その辺でそういうふうな回答が来たんだというふうに考えております」と答弁した。
2008年、熱海市日金町で宅地9区画を造成するための開発事業計画審査願を同市に提出した。造成段階で対象面積が施工計画より拡大し、コンクリート、レンガ、ビニール、プラスチック、ガラスなどの産業廃棄物を含む残土や廃自動車も埋まっていたため、静岡県と熱海市が廃棄物の撤去や土砂搬入の中止を繰り返し同社に要請したが、土地所有者が変わるまでに従わなかった。
2011年、不動産実業家の麦島善光が同社から一帯の土地を購入。
2021年7月3日、熱海市伊豆山土石流災害が発生。同年7月23日、被害者の会「熱海市盛り土流出事故被害者の会」が設立され、新幹線ビルディングの責任を追及することを表明。同年8月17日、被害者の会の遺族らが天野二三男を熱海署に刑事告発した。
不動産管理会社の小田原市内の関係先を訪ねた経験がある熱海市の男性によると、当時の社長である天野は、地元住民や行政とのやりとりで指定暴力団の関係者であることをちらつかせていた。また、2009年の時点で盛土に不備があることを確認しており、盛土の工事変更届は図面無しや空欄があるものでも受理されたことが発覚した。
被害を甚大にしたのは土石流の起点近くにあった盛土の崩落が要因とみられ、同和利権と暴力団関係者であることを背景に行政を恫喝し、盛土を作った社長の天野の責任を問う声がある。

### 歴代社長
- 飯髙美奈子 - 2003年（平成15年）11月22日～2005年（平成17年）8月8日（自由同和会 神奈川本部理事）
- 天野二三男 - 2005年（平成17年）8月8日～（自由同和会 神奈川本部会長[6]。なお事件後、同会からは除名とのこと）
  - なお天野は2000年（平成12年）1月に、静岡県御殿場市にあった「御殿場高原ログハウス村」の経営破綻を受け、右翼団体幹部らと債権回収妨害を起こして強制執行妨害などで逮捕された他、2009年（平成21年）には違法風俗店への組織的な犯罪の処罰及び犯罪収益の規制等に関する法律（組織的犯罪処罰法）違反（犯罪収益等収受）容疑で逮捕されている。